# Balkhash (distrito)
Balkhash (em cazaque:  Балқаш ауданы, Balqash aýdany) é um distrito da Almaty (região) no Cazaquistão. O centro administrativo do distrito é o selo de Bakanas. População: 30,402 (2013 estimativa); 30,047 (Resultados do Censo 2009); 30,967 (Resultados do Censo de 1999).